# Parc de l'Arrou
Ne doit pas être confondu avec Arrou (Loir-et-Cher).
Le parc de l’Arrou est un parc urbain public situé dans l’ouest de Blois, dans le Loir-et-Cher, en France.
Grand de 44 ha, le parc constitue le plus grand parc urbain de l'agglomération de Blois, suivi par le parc des Mées (43 ha) et le parc de la Bouillie (35 ha).

## Géographie
Ce parc de 44 hectares se trouve au carrefour des lieux suivants :
- à l’ouest, le lac de la Pinçonnière et la forêt domaniale de Blois ;
- au nord, les quartiers de la Pinçonnière et de la ZUP[2] ;
- à l’est, de la rue Fénelon ;
- au sud, par la route de Château-Renault.

D’ouest en est, le parc constitue le vallon de l’Arrou, une petite rivière blésoise dont le cours n’est à l’air libre que dans cet espace vert. Aussi, le parc constitue un corridor biologique entre le quartier de la Gare et la forêt de Blois.
Le parc est muni de jeux pour enfants.
Dans le parc, se trouve également la ferme pédagogique de Brisebarre, depuis 2007.

## Histoire
L’aménagement du parc est relativement récent, puisqu’il date de 1976. En effet, deux ans plus tôt, la municipalité de Blois a décidé, avec la création du lac de la Pinçonnière, l’établissement d’un poumon vert depuis la forêt de Blois pour faire face à la croissance des zones pavillonnaires aux alentours. 
Les plaines du val de l'Arrou ont pendant longtemps été consacrées à l'agriculture. La dernière ferme ayant existé est celle de Brisebarre, que la municipalité a rachetée dans les années 1980. L'ancienne ferme de Brisebarre a été rénovée en 2007 en tant que ferme pédagogique du nom de Maison du Parc,. 

## Environnement

### Faune et flore présente

#### Flore identifiée
Plusieurs colonies de tulipes sauvages ont été identifiées sur le territoire du parc. Il s'agit d'une espèce protégée au niveau national, toute cueillette est donc interdite et passible d'amende.

Plantes et arbres présents sur site
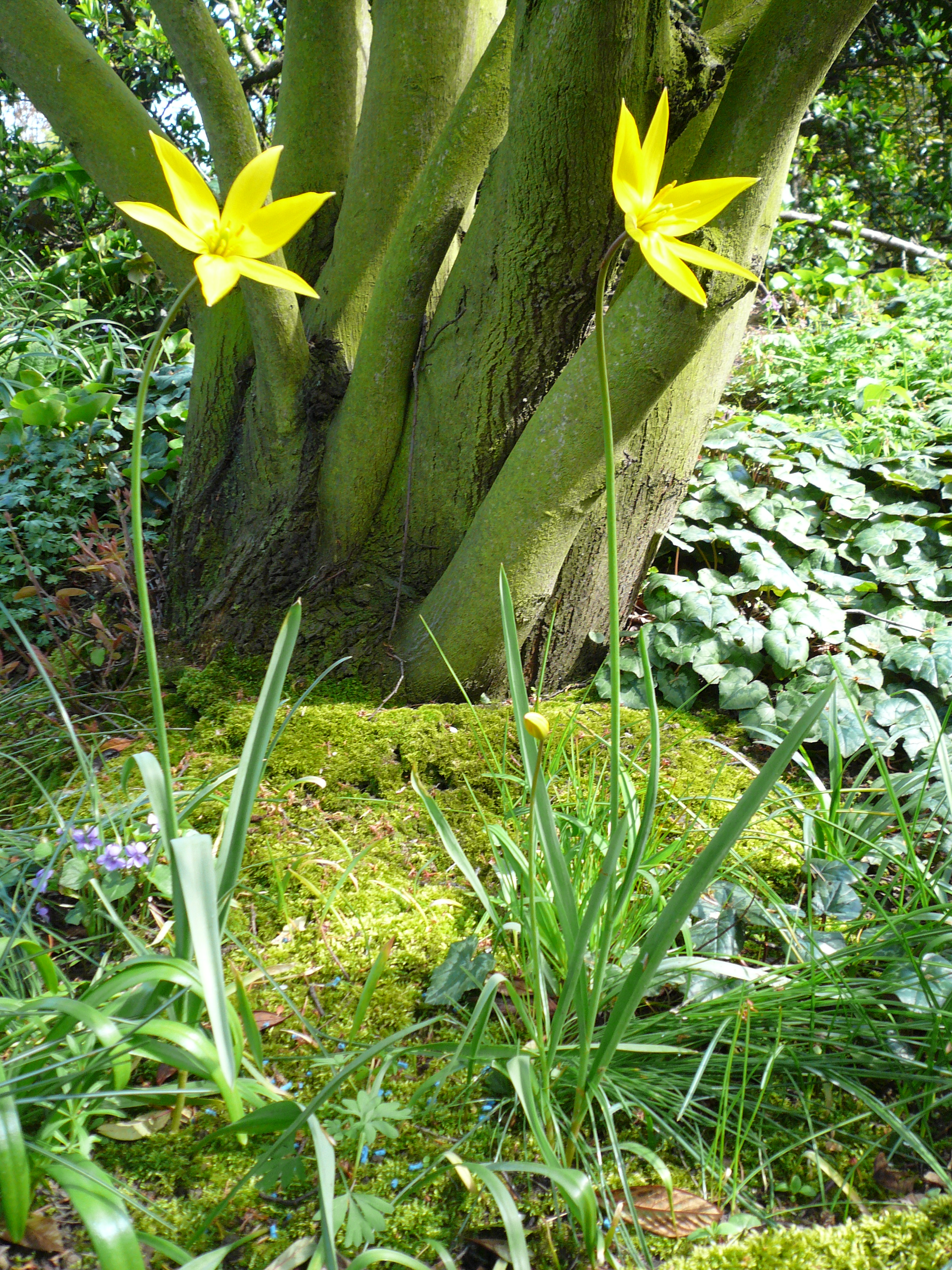
Tulipe sauvage (tulipa sylvestris)